# Jean Berton
Jean Joseph Philibert dit Jean Berton, né le 11 mars 1906 à Dijon et mort le 20 avril 1979 à Draguignan, est un acteur français.
Jean Berton a débuté dans les années 1930 au cinéma, mais c'est après la Seconde Guerre mondiale, que sa carrière cinématographique va prendre son élan jusqu'au début des années 1970. Il fut à la fois acteur dans de nombreux films et spécialiste en doublage de nombreux films étrangers.

## Filmographie

### Cinéma
- 1933 : C'était un musicien de Fred Zelnick et Maurice Gleize - (Le monsieur au chien)
- 1941 : Romance de Paris de Jean Boyer
- 1944 : Bifur 3 de Maurice Cam - (Le domestique)
- 1945 : La Tentation de Barbizon de Jean Stelli - (Le directeur de l'hôtel)
- 1946 : Mensonges de Jean Stelli - (L'avocat de Marie)
- 1946 : Amours, Délices et Orgues d'André Berthomieu - (Gouttenoire)
- 1946 : La Colère des dieux de Karl Lamac
- 1946 : Le destin s'amuse de Émile Edwin Reinert - (Le percepteur)
- 1946 : Le Diable au corps de Claude Autant-Lara - (Un serveur au bar)
- 1946 : L'Ennemi sans visage de Maurice Cammage et Robert-Paul Dagan - (Le commissaire)
- 1946 : Macadam de Marcel Blistène - (Gazon)
- 1946 : On ne meurt pas comme ça de Jean Boyer - (Le régisseur)
- 1946 : Le silence est d'or de René Clair - (Un spectateur)
- 1947 : Les jeux sont faits de Jean Delannoy
- 1947 : Par la fenêtre de Gilles Grangier - (Un agent)
- 1947 : Route sans issue de Jean Stelli - (L'avocat)
- 1947 : La Vie en rose de Jean Faurez - (Un professeur)
- 1948 : L'Idole de Alexander Esway - (Le garçon de bureau)
- 1948 : Bonheur en location de Jean Wall - (L'huissier)
- 1949 : Fantômas contre Fantômas de Robert Vernay - (Un fou)
- 1949 : Drame au Vel'd'Hiv' de Maurice Cam - (Le juge)
- 1949 : Envoi de fleurs de Jean Stelli - (Un membre du "Chat noir")
- 1949 : L'Invité du mardi de Jacques Deval - (Un agent)
- 1949 : Lady Paname de Henri Jeanson - (Le régisseur)
- 1949 : Miquette et sa mère de Henri-Georges Clouzot
- 1949 : Plus de vacances pour le Bon Dieu de Robert Vernay - (Le père de Jules)
- 1949 : Tête blonde de Maurice Cam
- 1950 : Les Amants de bras-mort de Marcel Pagliero - (Un marinier)
- 1950 : Clara de Montargis de Henri Decoin
- 1950 : Fusillé à l'aube de André Haguet - (Le régisseur)
- 1950 : Knock de Guy Lefranc
- 1950 : Mademoiselle Josette, ma femme d'André Berthomieu
- 1950 : Pigalle-Saint-Germain-des-Prés d'André Berthomieu
- 1950 : Sans laisser d'adresse de Jean-Paul Le Chanois - (L'agent verbalisateur)
- 1950 : Trois Télégrammes de Henri Decoin - (Edouard)
- 1951 : Caroline chérie de Richard Pottier
- 1951 : Andalousie de Robert Vernay - (Le commissaire) et la version espagnole du film
- 1951 : Agence matrimoniale de Jean-Paul Le Chanois
- 1951 : Casque d'Or de Jacques Becker
- 1951 : Monsieur Leguignon lampiste de Maurice Labro - (M. Caïman, l'expert)
- 1952 : L'Agonie des aigles de Jean Alden-Delos
- 1952 : Lettre ouverte de Alex Joffé - (L'inspecteur)
- 1953 : Capitaine Pantoufle de Guy Lefranc - (Un client)
- 1953 : La nuit est à nous de Jean Stelli
- 1953 : Tabor de Georges Péclet
- 1953 : Tourments de Jacques Daniel-Norman
- 1954 : La Chair et le Diable, de Jean Josipovici
- 1954 : Bonnes à tuer  de Henri Decoin - (Un inspecteur)
- 1954 : Les Évadés de Jean-Paul Le Chanois - (Un prisonnier)
- 1955 : Cette sacrée gamine de Michel Boisrond
- 1955 : Coup dur chez les mous de Jean Loubignac
- 1955 : Le Dossier noir de André Cayatte - (Le gardien de prison)
- 1955 : Les Duraton de André Berthomieu - (M. Poupinel, inspecteur d'académie)
- 1955 : Rencontre à Paris de Georges Lampin - (Le maître d'hôtel)
- 1956 : Du sang sous le chapiteau de Georges Péclet
- 1957 : Cargaison blanche de Georges Lacombe
- 1959 : La Chatte sort ses griffes de Henri Decoin
- 1960 : L'espionne sera à Nouméa de Georges Péclet
- 1960 : Les Tortillards de Jean Bastia - (M. Laporte, un huissier)
- 1965 : Le Caïd de Champignol de Jean Bastia - (L'agent de police)
- 1966 : Le Jardinier d'Argenteuil de Jean-Paul Le Chanois - (L'employé de la C.C.A.F.R.P)
- 1968 : Sous le signe du taureau de Gilles Grangier - (M. Pascalin, le comptable de Raynal)

### Télévision
- 1966 : Au théâtre ce soir : J'y suis, j'y reste de Raymond Vincy et Jean Valmy, mise en scène Jean Valmy, réalisation Pierre Sabbagh, Théâtre Marigny
- 1971 : Quentin Durward, feuilleton télévisé de Gilles Grangier

## Doublages
- 1945 : Aladin et la Lampe merveilleuse (A Thousand and One Nights), voix d'Aly ;
- 1946 : Le Criminel (The Stranger), voix de M. Randall
- 1947 : Meurtre en musique (The Song of the Thin Man), voix de Reardon ;
- 1948 : Le Massacre de Fort Apache (Fort Apache), voix du sergent Daniel Schattuck ;
- 1948 : Un million clé en main (Mr. Blandings Builds His Dream House), voix d'un des deux charpentiers ;
- 1949 : Noblesse oblige (Kind Hearts And Coronets), voix du gardien de prison ;
- 1950 : Quand la ville dort (The Asphalt Jungle), voix d'Atkinson, aidant le couple à se rendre chez le docteur Swanson ;
- 1950 : Panique dans la rue (Panic in the Streets), voix de Poldi ;
- 1950 : Harvey, voix du juge Gaffney ;
- 1951 : Une corde pour te pendre (ou Le Désert de la peur) (Along The Great Divide), voix de l'avocat représentant la défense ;
- 1951 : L'Inconnu du Nord-Express (Strangers On A Train), voix de l'agent de police de la voiture 61F ;
- 1951[1] : Blanche-Neige, le Prince noir et les 7 Nains (I setti nani alla riscossa), voix de Checco, le nain
- 1951 : La Bagarre de Santa Fe (Santa Fe), voix du vétéran de l'armée de l'Union ;
- 1951 : De l'or en barres (The Lavender Hill Mob), voix de Shorty ;
- 1952 : L'Affaire Cicéron (5 Fingers), voix de Morrison, à l'ambassade de Grande-Bretagne ;
- 1952 : Chantons sous la pluie (Singin' In The Rain), voix de Rod ;
- 1952 : Chérie, je me sens rajeunir (Monkey Business), voix du docteur Brunner ;
- 1952 : La Peur du scalp (The Half-Breed), voix de Willie Wayne ;
- 1952 : Aveux spontanés (Assignment - Paris!), voix du maître d'hôtel ;
- 1952 : Viva Zapata !, voix de Pablo ;
- 1954 : Sur les quais (On The Waterfront), voix de l'huissier audiencier du tribunal ;
- 1954 : Brigadoon (Brigadoon), voix de Frank, le barman ;
- 1954 : Les Jeunes Années d'une reine (Mädchenjahre einer Königin), voix de George, le laquais ;
- 1954 : L'Homme au million (The Million Pound Note), voix de Horace ;
- 1954 : Rintintin (The Adventures Of Rin-Tin-tin), série télévisée américaine, voix du caporal Randy ;
- 1955 : L'Homme qui n'a pas d'étoile (Man Without A Star), voix de Tom Cassidy (Bill Cassidy en VF) ;
- 1955 : Le Général du Diable (Des Teufels General), voix du chef de police ;
- 1955 : Mélodie interrompue (Interrupted Melody), voix du maître d'hôtel français ;
- 1955 : Les Pièges de la passion (Love me or leave me), voix d'un reporter ;
- 1955 : La Guerre privée du major Benson (The Private War of Major Benson), voix de Harold Hibler ;
- 1955 : Des pas dans le brouillard (Footsteps in the Fog), voix de Herbert Moresby ;
- 1955 : Un pitre au pensionnat (You're Never Too Young), voix de François, maître barbier coiffeur (Francesco en VF) ;
- 1956 : Le Faux Coupable (The Wrong Man), voix de l'employé au tribunal des délits, s'adressant au juge ;
- 1956 : L'Homme qui en savait trop (The Man Who Knew Too Much), voix de l'employé en uniforme du Royal Albert Hall ;
- 1956 : Viva Las Vegas (Meet Me in Las Vegas), voix de Charlie ;
- 1956 : Coup de fouet en retour (ou Le Secret des cinq tombeaux) (Backlash), voix de Tony Welker ;
- 1956[2] : Les Années sauvages (The Rawhide Years), voix de Chang, le steward ;
- 1957 : L'aigle vole au soleil (The Wings Of Eagles), voix du capitaine Herbert Allen Hazard ;
- 1957 : L'Arbre de vie (Raintree County), voix d'un passant ;
- 1957 : Rendez-vous avec une ombre (The Midnight Story), voix de l'épicier ;
- 1958 : La Forêt interdite (Wind Across The Everglades), voix de Joe Bottles (Joe la Bouteille en VF) ;
- 1958 : La Brune brûlante (Rally 'Round the Flag, Boys!), voix d'Isaac Goodpasture ;
- 1959 : Le Pont (Die Brücke), voix du policier ramenant Sigi Bernhard (Rudy Bernhard en VF) chez sa mère ;
- 1959 : Opération jupons (Operation Petticoat), voix du sous-marinier transmettant les ordres du lieutenant-commandant Sherman ;
- 1959 : La Vengeance du Sarrasin (La scimitarra del saraceno), voix de Nicopoulos ;
- 1959 : Le Dernier Train de Gun Hill (Last Train From Gun Hill), voix de Keno, le père de Catherine Morgan ;
- 1959 : Trahison à Athènes (The Angry Hills), voix de Ray Taylor ;
- 1960 : Destination Danger (Danger Man), série télévisée britannique, voix de l'homme dans un autobus et de Thomas, le domestique d'Arthur Baron ;
- 1960 : Le Milliardaire (Let's Make Love), voix de Wilson ;
- 1960 : Alamo (The Alamo), voix du capitaine Neill ;
- 1960 : La Vénus au vison (BUtterfield 8), voix du portier aidant Liggett ;
- 1960 : Les Monstres de l'île en feu (Dinosaurus !), voix de T.J. O'Leary ;
- 1960 : La Longue Nuit de 43 (la lunga notte del’ 43), voix d'un militant et ami d'Aretusi ;
- 1961 : L'Arnaqueur (The Hustler), voix du marqueur ;
- 1961 : El Perdido (The Last Sunset), voix de Milton Wing et d'Ed Hobbs ;
- 1961 : Les Chevaliers du démon (The Hellfire Club), voix du juge ;
- 1961 : Un pyjama pour deux (Lover Come Back), voix du conducteur du fourgon transportant des fourrures ;
- 1962 : L'Inconnu du gang des jeux (Who's Got the Action?), voix de Baldy ;
- 1962 : Des ennuis à la pelle (40 Pounds of Trouble), voix de Daytime ;
- 1962 : Le Cheik rouge (Lo sceicco rosso), voix d'Ignacio
- 1962 : Fureur à l'ouest (The Wild Westerners), voix de Mike Shaughnessy ;
- 1963 : Le Guépard (Il gattopardo), voix d'un notable invité au bal des Ponteleone ;
- 1963 : La Panthère rose (The Pink Panther), voix d'Aristotle Sarajos ;
- 1963 : Le Dernier de la liste (The List Of Adrian Messenger), voix de lord Ashton participant à la chasse à courre ;
- 1963 : Flipper, voix de Mr. Abrams ;
- 1963 : Les 55 Jours de Pékin (55 Days At Peking), voix du vieux boutiquier chinois ;
- 1963 : La Dernière Bagarre (Soldier in the Rain), voix du vieil homme
- 1963 : Un homme doit mourir (The Hook), voix du steward
- 1963 : Le Grand Duc et l'Héritière (Love is a Ball), voix de Julian Soames ;
- 1963 : L'Incroyable Randonnée (The Incredible Journey), voix de Bert Oakes ;
- 1964 : Les Jeux de l'amour et de la guerre (The Americanization Of Emily), voix de Tom, le maître d'hôtel ;
- 1964 : Les Cheyennes (Cheyenne Autumn), voix de l'assistant de Carl Schurz ;
- 1964 : La Rolls-Royce jaune (The Yellow Rolls-Royce), voix du directeur de l'hôtel italien ;
- 1965 : Le Docteur Jivago (Doctor Zhivago), voix de l'officier de cavalerie demandant aux gens de rentrer chez eux avant la charge ;
- 1965 : Et pour quelques dollars de plus (Per qualche dollaro in più), voix du voyageur à bord du wagon face à Douglas Mortimer, le Colonel ;
- 1965 : Les Tribulations d'un Chinois en Chine, voix de M. Goh, le médecin auscultant Arthur pour la signature du contrat d'assurance-vie et l'annonceur du strip-tease d'Alexandrine ;
- 1965 : Les Tueurs de San Francisco (Once a Thief), voix du contremaître ;
- 1965 : Les Yeux bandés (Blindfold), voix du tireur du hydroglisseur et du professeur spécialiste des oies ;
- 1965 : Les Inséparables (Marriage on the Rocks), voix du réceptionniste de la Casa Alegria ;
- 1965 : 36 Heures avant le débarquement (36 Hours), voix du client du bar ;
- 1966 : Quatre Bassets pour un danois (The Ugly Dachshund), voix de Monsieur Toyama
- 1966 : Les Plaisirs de Pénélope (Penelope), voix du major Higgins, de l'Armée du Salut (commandant en VF) ;
- 1966 : Passeport pour l'oubli (Where the Spies Are), voix de Peter Rosse et du 1er chauffeur de Taxi ;
- 1966 : Les Fusils du Far West (The Plainsman), voix d'Abe Ireland ;
- 1966 : Le Gentleman de Londres (Kaleidoscope), voix du livreur de cartes à jouer ;
- 1966 : Les Russes arrivent (The Russians Are Coming, The Russians Are Coming !), voix d'Irving Christiansen ;
- 1967 : La Guerre des cerveaux (The Power), voix de M. Hallson ;
- 1967 : Le Shérif aux poings nus (Gunfight in Abilene), voix d'Ed Scovie ;
- 1967 : Le Ranch de l'injustice (The Ballad of Josie), voix de Doc ;
- 1967 : Les Trois Fantastiques Supermen (I fantastici 3 $upermen), voix de l'homme de main de Gottlieb ;
- 1967 : L'Or des pistoleros (Waterhole No. 3), voix du barman ;
- 1967 : Millie (Thoroughly Modern Millie), voix d'un serveur ;
- 1967 : Trois fantômes à la plage (The Spirit is willing), voix de Booper Mellish
- 1968 : Un shérif à New York (Coogan's Bluff), voix du réceptionniste du Golden Hotel ;
- 1968 : L'Amour à cheval (La matriarca), voix du libraire ;
- 1968 : Une minute pour prier, une seconde pour mourir (Un minuto per pregare, un istante per morire / Dove vai ti ammazzo), voix de Fuzzy, le chasseur de primes, du troisième joueur de cartes et du vieux desperado amnistié ;
- 1968[3] : Le Jour le plus long du Japon (Nippon no ichiban nagai hi), voix du ministre Shigenori Tōgō ;
- 1968 : Casse au Vatican (A qualsiasi prezzo), voix de Lentini ;
- 1969 : Filles et show business (The Trouble with Girls), voix de M. Drewcolt, l'automobiliste et le chauffeur de Taxi ;
- 1969 : Goodbye, Mr. Chips, voix du président du conseil des administrateurs de Brookfield et d'un invité de la réception ;
- 1969 : Davey des grands chemins (Sinful Davey), voix du garde à la barrière de péage ;
- 1970 : El Condor, voix du vieux prisonnier ;
- 1971 : Le Baron rouge (Von Richthofen and Brown), voix de Steiner ;
- 1971 : Le Décaméron (il decameron), voix du vieux jardinier évoquant le couvent

## Théâtre
Jean Berton joua également au théâtre, notamment en :
- 1950 : J'y suis, j'y reste de Raymond Vincy et Jean Valmy, mise en scène de Jacques Baumer, Théâtre du Gymnase
- 1954 : La Puce à l'oreille de Georges Feydeau, mise en scène Georges Vitaly, Théâtre des Célestins
- 1957 : L’Amour des quatre colonels de Peter Ustinov, mise en scène Jean-Pierre Grenier, Théâtre de l'Ambigu-Comique
- 1962 : Madame Sans-Gêne de Victorien Sardou et Émile Moreau, mise en scène Alfred Pasquali, Théâtre des Célestins